# Hanjungnok
Hanjungnok è un corpus di memorie scritto dalla consorte del principe ereditario Sado (1735-1762). Il vero nome dell'autrice è sconosciuto, essendo comunemente riconosciuta sotto il nome di Hyegyeong del bon-gwan Hong di Pungsan o con il nome postumo di Heongyeong, "l'imperatrice virtuosa".
Questi scritti autobiografici sono tradizionalmente divisi in quattro volumi, intitolati semplicemente Memorie del 1795, Memorie del 1801, Memorie del 1802 e Memorie del 1805. Ognuno di essi fu scritto con un intento diverso, e la valenza storica di questa documentazione è avvalorata dal fatto che si tratta dell'unico corpus di memorie presentato da una donna alla corte reale, dove venivano accettati solo scritti in cinese letterario e rigorosamente di mano maschile.

## Memorie del 1795
Nel primo volume viene trattata la vita di Heongyeong fino al momento della scrittura; si conclude con un poscritto riguardo alla vita travagliata della sorella minore, dal nome ignoto.
Una particolare enfasi è data all'epoca infantile ed a come la vita dell'autrice cambiò in quanto promessa sposa del principe ereditario, e successivamente come moglie e madre. La narrazione è generalmente molto personale e vengono espressi i sentimenti verso i familiari, la maternità, le reazioni alla morte dei figli e lo smarrimento successivo alla messa a morte del marito.
Sono continui i rimpianti riguardo al suo matrimonio ed al rapporto con il principe Sado, soprattutto perché la legge dell'epoca imponeva il suicidio alle mogli dei criminali giustiziati e la conseguente esecuzione dei figli.

## Memorie del 1801
Il volume datato 1801 è un documento politico che narra le vicende di due membri della famiglia di origine di Heongyeong: lo zio Hong Inhan (1722-1776) ed il fratello Hong Nagim (1741-1801). Successivamente alla morte del principe ereditario, la famiglia Hong rimase vittima più volte di intrighi orchestrati dalle fazioni di corte o semplicemente volti a screditare la madre del futuro re, Jeongjo (1752-1800).
L'intento di queste pagine, scritte in seguito della morte del figlio e presentate alla corte del nipote Sunjo (1790-1834), all'epoca ancora molto giovane, avevano lo scopo di mostrare l'innocenza dei due, accusati e messi a morte rispettivamente per "opposizione alle reggenza" del nipote Jeongjo e per eresia: Hong Nagim fu accusato, infatti, di essere cristiano in un periodo storico in cui non era permesso professarsi tali.

## Memorie del 1802
Il memoriale scritto nel 1802 è rivolto al nipote Sunjo, ormai re, in maniera diretta.
Come nelle memorie del 1801, permane la volontà di riabilitare il padre Hong Bonghan (1713-1778), il cui nome era stato macchiato per aver suggerito la cassa di riso come luogo dove contenere Sado fino alla morte. Un decreto del re Yeongjo aveva proibito di parlare del cosiddetto "incidente del 1762" durante il quale Sado era morto, pertanto Heongyeong non poté affrontare fino in fondo la devozione filiale di Jeongjo nei confronti del padre. Jeongjo stesso, una volta reso principe ereditario, fece il possibile per essere ricordato come figlio di Sado, e non del genitore adottivo, lo zio e principe ereditario Hyojang (1719-1728), ma non ebbe tempo sufficiente per ripristinare l'onore del padre e della famiglia materna a causa della sua prematura morte nel 1800.

## Memorie del 1805
Nelle memorie del 1805, Heongyeong descrive l'atmosfera pesante e difficile che si creò a corte man mano che gli eccessi del marito si fecero più pronunciati. Allo stesso tempo analizza le cause alla base dei suoi disagi mentali, fra cui il rapporto con un padre che oltre ad averlo abbandonato ai servitori fin da piccolissimo, si occupava del figlio soltanto per interrogarlo e testare i suoi progressi in quanto erede al trono.
Il racconto si fa particolarmente personale nei momenti in cui la principessa narra di essere stata testimone di stupri, omicidi e di essere stata una volta anche colpita alla testa dal marito con una tavola da gioco. Largo spazio è poi dedicato alle fobie, paranoie e squilibri umorali che col passare del tempo si impadronirono del principe mettendo a rischio la vita delle persone che lo circondavano. Arrivò fino ad uccidere una delle sue consorti per averlo fatto adirare durante la vestizione mattutina.
In quanto unica testimone di quei tempi e della tragica fine che il marito incontrò, Heongyeong, ormai anziana, scrisse queste memorie per far sì che la storia della famiglia non morisse con lei.

## Edizioni
- Memorie di una principessa di Corea del XVIII secolo, traduzione di Vincenza D'Urso, O barra O, 1998, ISBN 88-87510-00-8, OCLC 929644497.
- Memoirs of Lady Hyegyong: the Autobiographical Writings of a Crown Princess of Eighteenth-Century Korea, traduzione di Kim Jahyun Haboush, University of California Press, 2013, ISBN 1-299-84804-4, OCLC 857968602. URL consultato il 13 novembre 2022.